# Veenbesblauwtje
Het veenbesblauwtje (Agriades optilete) is een vlinder uit de familie Lycaenidae (kleine pages, vuurvlinders en blauwtjes). 

## Kenmerken
De imago heeft een voorvleugellengte van zo'n 14 millimeter. Het mannetje heeft van de bovenkant diep violetblauwe vleugels, bij het wijfje zien we bruin met een vage blauwe bestuiving op de achtervleugel. De grote oranje met blauwe vlek aan de rand van de onderkant van de achtervleugel is kenmerkend voor deze soort.

## Verspreiding en leefgebied
De vlinder komt voor in Noordoost Europa, de Alpen, Noord-Azië, Japan, Korea en het noordwesten van Noord-Amerika.

## Voorkomen in Nederland en België
Het veenbesblauwtje komt in Nederland alleen nog voor in Drenthe en Zuidoost-Groningen. In 1995 is ook een veenbesblauwtje waargenomen in het Fochteloërveen, op zeker 15 kilometer van de bekende vliegplaatsen. Omdat de soort zeer honkvast is, is de herkomst van deze vlinder onduidelijk. Hij staat op de rode lijst als ernstig bedreigd. In België komt de soort niet voor. Het leefgebied is hoogveen, liefst met bos eromheen.
De vlinder is te zien van begin juni tot halverwege augustus, vooral van 21 juni tot 10 juli, in één generatie.

## Rups
De rups groeit eerst in de zomer, dan eet hij bladeren. Tussen de bladeren overwintert de halfvolgroeide rups. In het voorjaar eten de rupsen weer verder, en eten dan bloemknoppen, uitlopers en vruchtbeginsels.

## Waardplanten
De waardplanten in Nederland zijn kleine veenbes, en soms kraaihei. Daarbuiten ook blauwe bosbes en andere veenbes- en Empetrum-soorten.

## Ondersoorten
- Agriades optilete optilete
  - = Lycaena uralensis Seitz, 1909
  - = Vacciniina medea Higgins, 1934
- Agriades optilete cyparissus (Hübner, 1813)
- Agriades optilete daisetsuzana (Matsumura, 1926)
  - = Lycaena optilete kurilensis Matsumura, 1927
  - = Lycaena optilete kamuikotana Matsumura, 1928
  - = Lycaena nemoptilete (Bryk, 1942)
- Agriades optilete shonis (Matsumura, 1927)
  - = Agriades amurica Kurenzov, 1970
  - = Albulina sakhalensis Kurenzov, 1970
- Agriades optilete sibirica (Staudinger, 1892)
- Agriades optilete yukona (Holland, 1900)

## Afbeeldingen

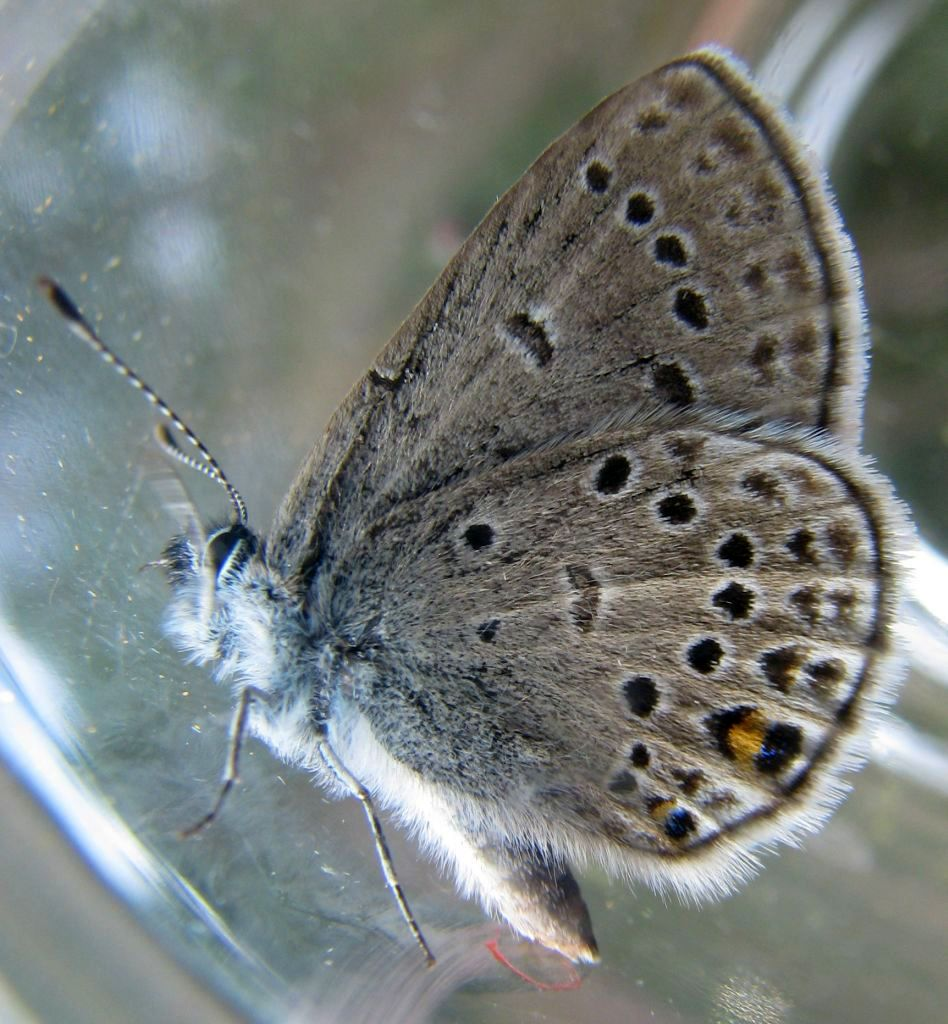
Onderzijde
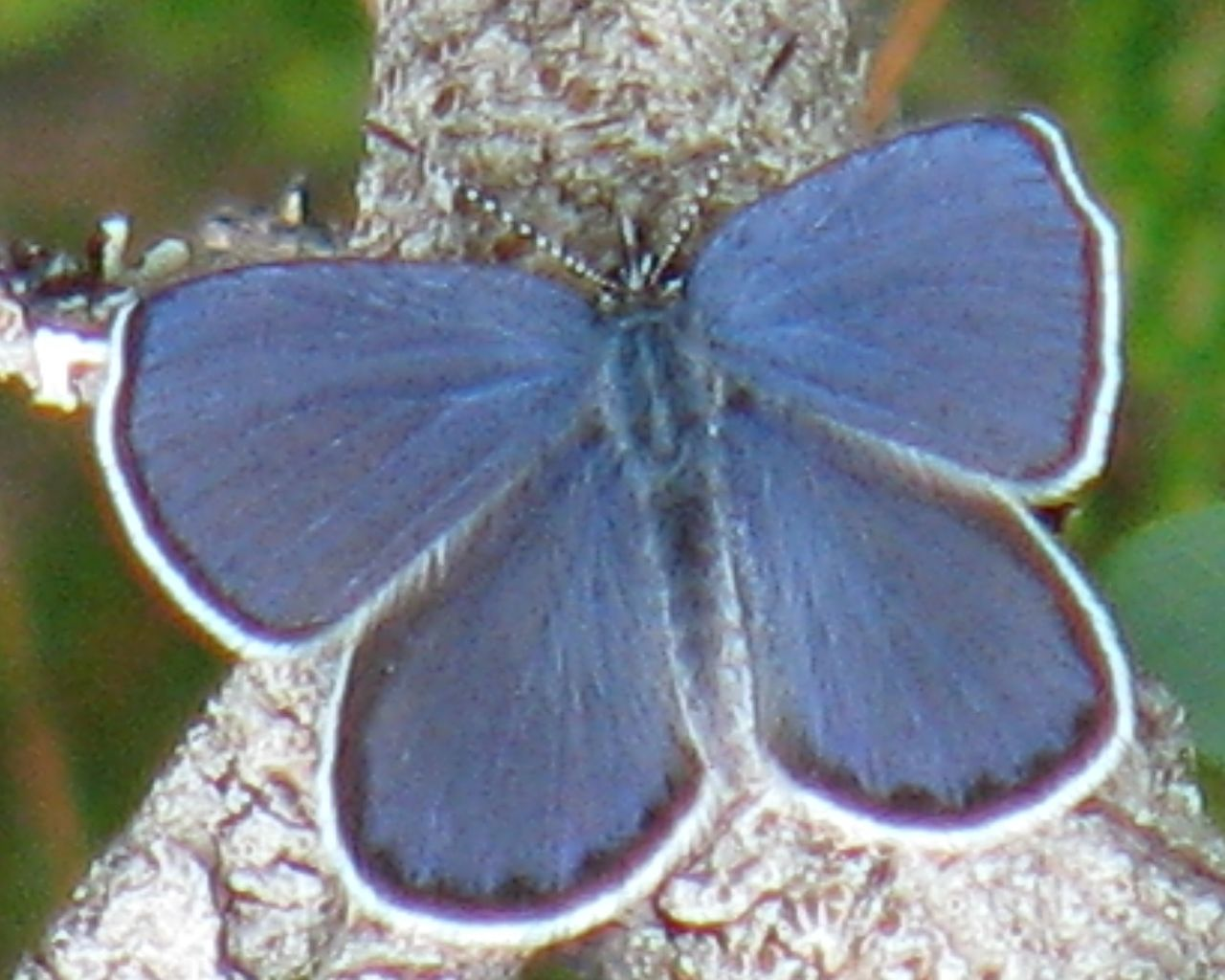
Mannetje
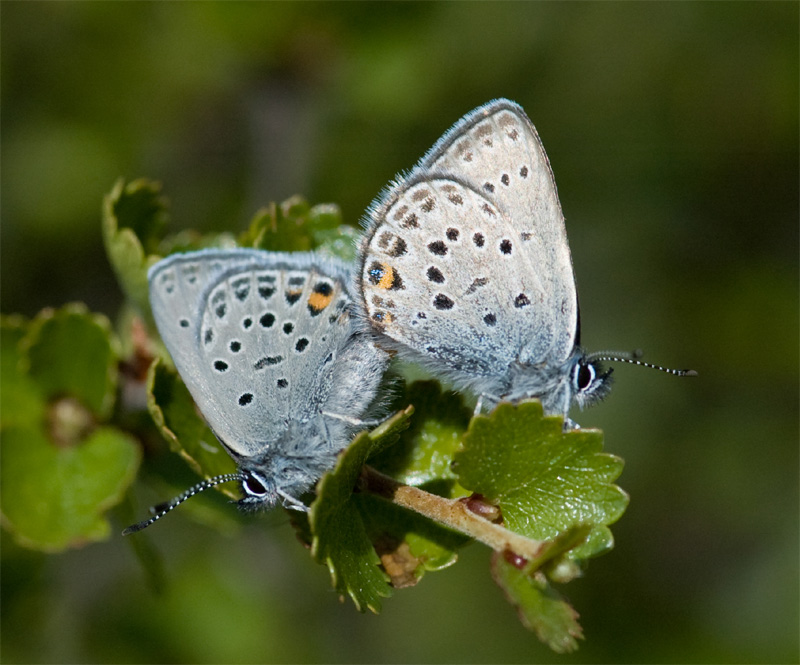
Paring